# Jumbo Supermarkten
Jumbo е холандска верига супермаркети от Jumbo Groep Holding BV, която е собственост на Stichting Administratiekantoor Van Eerd Groep Holding. С пазарен дял от 21%  втората най-голяма верига супермаркети в Холандия. Около 201 000 души работят във веригата (включително централите и разпределителните центрове).
На 6 ноември 2019 г. Jumbo открива първия фламандски магазин в Белгия в Overpelt.